# Morelia (släkte)
Morelia är ett släkte av ormar som ingår i familjen pytonormar.

## Beskrivning
De flesta arterna hittas i tropiska regnskogar i Indonesien, Nya Guinea och norra Australien men det finns även de som lever i mer ökenliknande klimat i de centrala och södra delarna av Australien. De flesta arter är, helt eller delvis, trädlevande och äter bland annat ödlor, gnagare och fåglar, som de med hjälp av sina värmegropar i läpparna, inte har några problem att hitta även i mörker.
Släktets medlemmar är medelstora till stora ormar med en längd av 1,5 meter till över 3 meter. Honor lägger ägg.

## Skyddsstatus
Alla arter av Morelia är upptagna av CITES bilaga II.

## Taxonomi
Arter enligt Catalogue of Life
- Morelia amethistina
- Morelia boeleni
- Morelia bredli
- Morelia carinata
- Morelia clastolepis
- Morelia kinghorni
- Morelia macburniei
- Morelia mippughae
- Morelia nauta
- Morelia oenpelliensis
- Morelia spilota
- Morelia tracyae
- Morelia viridis

The Reptile Database listar bara fyra arter i släktet. De andra flyttades till andra släkten. Kvar blir:
- Centralaustralisk diamantpyton (Morelia bredli)
- Morelia carinata
- Rutpyton (Morelia spilota)
- Grön trädpyton (Morelia viridis)